# Promenade aux Champs Élysées
Pour les articles homonymes, voir Promenade et Champs Élysées.
Clip vidéo
[vidéo] « Promenade aux Champs Élysées - Sidney Bechet », sur YouTube
Promenade aux Champs Élysées est un standard de jazz-jazz Nouvelle-Orléans, du jazzman américain Sidney Bechet. Il l'enregistre pour la première fois à Paris en 1951, avec l'orchestre du jazzman Claude Luter,, un des plus importants succès de leurs répertoires.

## Histoire

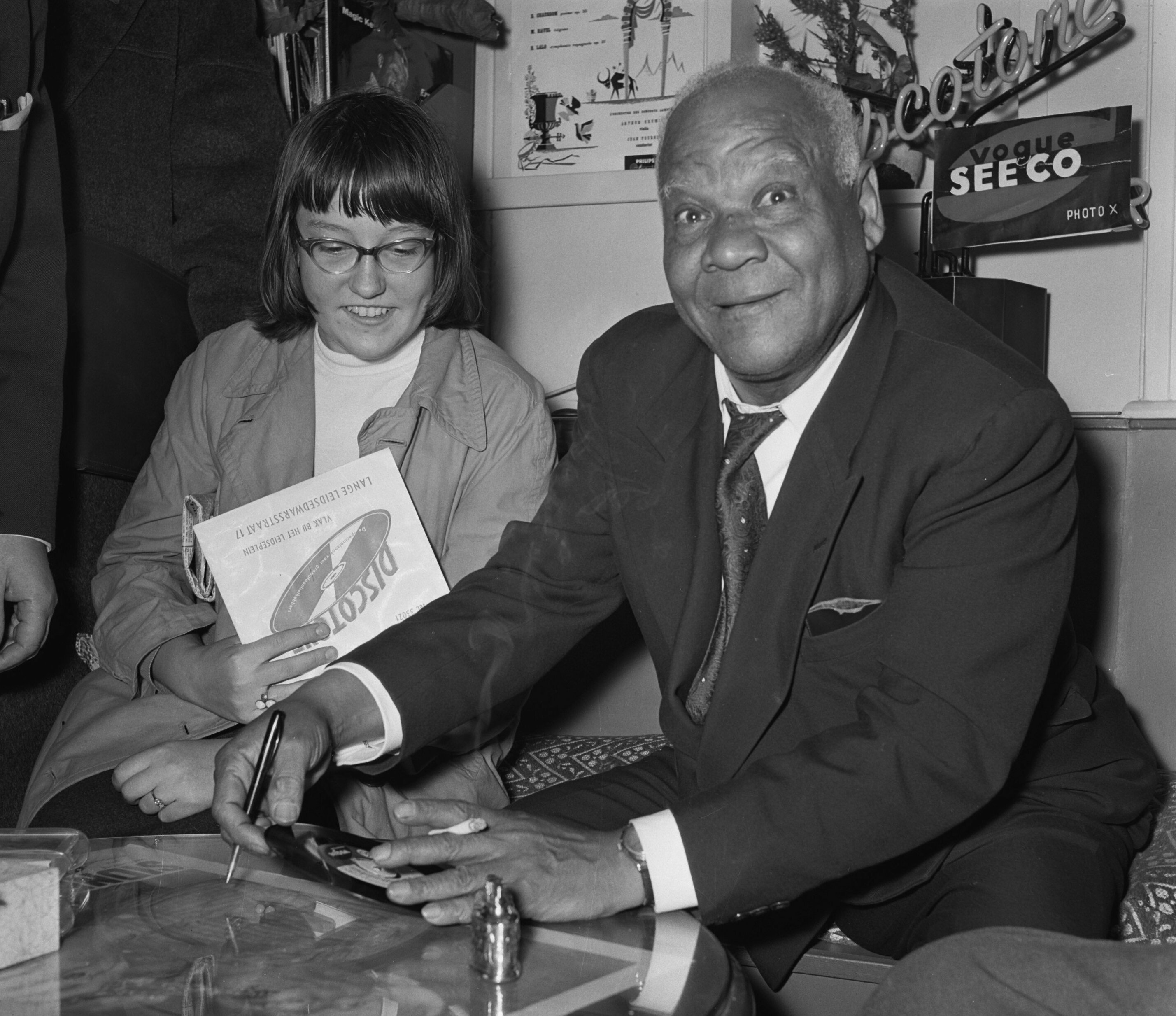
Séance de dédicace en 1956

Après avoir triomphé au Paris Jazz Festival de 1949, Sidney Bechet (âgé de 52 ans) décide de passer la dernière décennie de sa vie à Paris (haut lieu mondial du jazz) en tant que star américaine hexagonale, en se produisant avec les jazzmen français Claude Luter et André Réwéliotty et leurs orchestres. 
Après le succès de sa composition hot jazz Les Oignons de 1949, il compose ce titre avec son style Jazz Nouvelle-Orléans caractéristique (de sa Nouvelle-Orléans natale) inspiré et adapté de la chanson d'amour de l'ère du jazz américain The Very Thought of You (La seule pensée de toi) de 1934, de Al Bowlly (notamment reprise par les crooners Nat King Cole en 1958, ou Frank Sinatra en 1962). Il baptise sa composition du nom français de « promenade aux Champs-Élysées » du quartier des Champs-Élysées, en rapport à sa vie à Paris, suivie l'année suivante de son succès Dans les rues d'Antibes, de 1952, rapport à son succès sur la Côte d'Azur... 
Il réédite de nombreuses fois ce titre sur de nombreuses compilations, avec d'autres titres célèbres de son répertoire, dont  Petite fleur, Si tu vois ma mère, Les Oignons, Roses of Picardy, Blues My Naughty Sweetie Gives to Me, Dans les rues d'Antibes, Egyptian Fantasy, Summertime, Joshua Fit the Battle of Jericho...